# Тип 132 Коломенского завода
Товарные паровозы заводского типа 132 и с осевой формулой 0-3-0 были выпущены Коломенским заводом в 1912 и 1915 годы; последний выпускавшийся российскими заводами тендерный паровоз типа 0-3-0.

## Описание
В 1912 году для только что построенной Коканд-Наманганской железной дороги Коломенский завод выпустил партию из 6 паровозов, которые на дороге получили обозначения А1—А6; в 1913 году, в соответствие с ведённой в декабре 1912 года новой системе обозначений, им присвоили серию Тк (Трёхосный, конструкции Коломенского завода) с сохранением номеров. На данных локомотивах уже были применены современные на то время парораспределительный механизм Вальсхарта и воздушный тормоз Вестингауза. Паровозы имели простую паровую машину, работавшую на насыщенном паре, а в их котле размещались 188 дымогарных труб диаметров 41/46 мм. Когда железная дорога была продлена от Коканда до Ферганы, она стала называться уже Ферганской. Ферганская дорога заказала и в 1915 году получила ещё 15 паровозов заводского типа 132, которые были обозначены сразу по системе 1912 года — Тк7—Тк21.
В 1915 году Коломенский завод выпустил ещё 8 локомотивов типа 132, которые поступили в Бухарский эмират для работы на линии Коканд—Бухара—Карши железной дороги эмира Бухарского; им были присвоены обозначения Тк101—Тк108.
В истории российского паровозостроения тип 132 Коломенского завода является последним тендерным паровозом с осевой формулой 0-3-0; после него российские заводы строили с такой формулой только танк-паровозы, которые в основном предназначались для работы на промышленных путях.

## Комментарии
1. ↑  Такая же серия была присвоена и пассажирским паровозам с осевой формулой 1-3-0 (заводской тип 20)